# Campeonato Mundial de Ciclismo en Pista de 1998
El XCV Campeonato Mundial de Ciclismo en Pista se celebró en Burdeos (Francia) entre el 26 y el 30 de agosto de 1998 bajo la organización de la Unión Ciclista Internacional (UCI) y la Federación Francesa de Ciclismo.
Las competiciones se realizaron en el velódromo de Burdeos. En total se disputaron 12 pruebas, 8 masculinas y 4 femeninas.

## Medallistas

### Masculino
| Evento                  | Oro                                                                                           | Plata                                                                                                 | Bronce                                                                           |
| ----------------------- | --------------------------------------------------------------------------------------------- | --- | -------------------------------------------------------------------------------- |
| Velocidad individual    | Florian Rousseau Francia                                                                      | Jens Fiedler · Alemania                                                                               | Laurent Gané Francia                                                             |
| Velocidad por equipos   | Francia Vincent Le Quellec Florian Rousseau Arnaud Tournant 44,338                            | Australia Danny Day Shane Kelly Graham Sharman 45,464                                                 | Alemania · Sören Lausberg · Stefan Nimke · Eyk Pokorny · 45,210                  |
| Persecución individual  | Philippe Ermenault Francia 4:20,627                                                           | Francis Moreau Francia 4:21,466                                                                       | Robert Bartko · Alemania · 4:26,890                                              |
| Persecución por equipos | Ucrania · Olexandr Symonenko · Olexandr Fedenko · Serhi Matveyev · Ruslan Pidhorny · 4:02,895 | Alemania · Daniel Becke · Guido Fulst · Robert Bartko · Christian Lademann · Thorsten Rund · 4:08,160 | Italia · Mario Benetton · Adler Capelli · Cristiano Citton · Andrea Collinelli · |
| 1 km contrarreloj       | Arnaud Tournant Francia 1:01,879                                                              | Shane Kelly Australia 1:02,261                                                                        | Erin Hartwell Estados Unidos 1:02,637                                            |
| Carrera por puntos      | Joan Llaneras Roselló · España · 19 pts.                                                      | Andreas Kappes · Alemania · 41 (-1) pts.                                                              | Silvio Martinello · Italia · 33 (-1) pts.                                        |
| Keirin                  | Jens Fiedler · Alemania                                                                       | Ainārs Ķiksis Letonia                                                                                 | Laurent Gané Francia                                                             |
| Madison                 | Etienne De Wilde · Matthew Gilmore · Bélgica · 34 pts.                                        | Andrea Collinelli · Silvio Martinello · Italia · 22 pts.                                              | Andreas Kappes · Stefan Steinweg · Alemania · 21 pts.                            |

### Femenino
| Evento                 | Oro                                     | Plata                                                   | Bronce                                 |
| ---------------------- | --------------------------------------- | ------------------------------------------------------- | -------------------------------------- |
| Velocidad individual   | Félicia Ballanger Francia               | Michelle Ferris Australia                               | Tanya Dubnicoff · Canadá               |
| Persecución individual | Lucy Tyler-Sharman Australia 3:35,255   | Leontien Zijlaard-van Moorsel · Países Bajos · 3:37,291 | Judith Arndt · Alemania · 3:35,676     |
| 500 m contrarreloj     | Félicia Ballanger Francia 34,010 RM     | Tanya Dubnicoff · Canadá · 35,415                       | Michelle Ferris Australia 35,451       |
| Carrera por puntos     | Teodora Ruano Sanchón · España · 6 pts. | Belem Guerrero Méndez · México · 0 (-1) pts.            | Olga Sliusareva · Rusia · 35 (-2) pts. |

## Medallero
| Núm. | País           | Oro | Plata | Bronce | Total |
| ---- | -------------- | --- | ----- | ------ | ----- |
| 1    | Francia        | 6   | 1     | 2      | 9     |
| 2    | España         | 2   | 0     | 0      | 2     |
| 3    | Alemania       | 1   | 3     | 4      | 8     |
| 4    | Australia      | 1   | 3     | 1      | 5     |
| 5    | Bélgica        | 1   | 0     | 0      | 1     |
| 5    | Ucrania        | 1   | 0     | 0      | 1     |
| 7    | Italia         | 0   | 1     | 2      | 3     |
| 8    | Canadá         | 0   | 1     | 1      | 2     |
| 9    | Letonia        | 0   | 1     | 0      | 1     |
| 9    | México         | 0   | 1     | 0      | 1     |
| 9    | Países Bajos   | 0   | 1     | 0      | 1     |
| 12   | Estados Unidos | 0   | 0     | 1      | 1     |
| 12   | Rusia          | 0   | 0     | 1      | 1     |
|      | TOTAL          | 12  | 12    | 12     | 36    |